# Oribatella exilicornis
Oribatella exilicornis is een mijtensoort uit de familie van de Oribatellidae. De wetenschappelijke naam van de soort is voor het eerst geldig gepubliceerd in 1910 door Berlese.